# Municipi de Gladsaxe
El municipi de Gladsaxe  és un municipi danès situat al nord-est de l'illa de Sjælland, a la perifèria de Copenhaguen, abastant una superfície de 25 km². Amb la Reforma Municipal Danesa del 2007 va passar a formar part de la Regió de Hovedstaden, però no va ser afectat territorialment.
La seu administrativa del municipi és a Buddinge. Altres poblacions del municipi són:
- Bagsværd
- Gladsaxe
- Mørkhøj

## Consell municipal
Resultats de les eleccions del 18 de novembre del 2009:
| Partit                       | vots  | % vots |
| ---------------------------- | ----- | ------ |
| Socialdemokratiet            | 10605 | 35,3   |
| Det Radikale Venstre         | 1503  | 5,0    |
| Det Konservative Folkeparti  | 3129  | 10,4   |
| Socialistisk Folkeparti      | 5623  | 18,7   |
| Liberal Alliance             | 74    | 0,2    |
| Dansk Folkeparti             | 2965  | 9,9    |
| Tryghedspartiet              | 77    | 0,3    |
| Venstre                      | 3966  | 13,2   |
| Enhedslisten - De Rød-Grønne | 2127  | 7,1    |

### Alcaldes
| Alcalde             | Període               | Partit            |
| ------------------- | --------------------- | ----------------- |
| Karin Søjberg Holst | 1-1-2007 a 31-12-2009 | Socialdemokratiet |
|                     | 1-1-2010 a 31-12-2013 |                   |